# Zingiber idae
Zingiber idae är en enhjärtbladig växtart som beskrevs av Triboun och Kai Larsen. Zingiber idae ingår i släktet Zingiber och familjen Zingiberaceae. Inga underarter finns listade i Catalogue of Life.